# Daniel José Rodrigues
Daniel José Rodrigues (Britelo (Celorico de Basto), 8 de maio de 1877 — Vila Nova de Famalicão, 4 de novembro de 1951), por vezes referido por Daniel Rodrigues Salgado, foi um licenciado em Direito que enveredou pela política, que, entre outras funções de relevo, foi presidente do conselho de administração da Caixa Geral de Depósitos, deputado e vice-presidente da Câmara dos Deputados, presidente da Comissão Executiva da Câmara Municipal de Lisboa, governador civil do Distrito de Lisboa e Ministro das Finanças do 40.º governo republicano, cargo que exerceu de 6 de julho a 22 de novembro de 1924. Também se dedicou à escrita, deixando importante obra publicada. Por portaria de 18 de março de 1926 foi autorizado a mudar o nome para Daniel Rodrigues Salgado, que utilizou em boa parte da sua produção escrita.

## Biografia
Daniel José Rodrigues nasceu em Britelo, concelho de Celorico de Basto, filho de Daniel José Rodrigues (ou Daniel Salgado), oriundo de Cristóval (Melgaço), e de sua esposa Maria Elisa da Cunha Rodrigues, de Moreira do Castelo. Em outubro de 1886, antes de completados os 9 anos de idade, passou a frequentar o ensino primário na Escola Moderna, então situada no Campo dos Mártires da Pátria, na cidade do Porto. Terminada a instrução primária em 1888, matriculou-se no Colégio de Lamego, em Lamego, onde concluiu o ensino secundário em 1893.
Em Lamego foi aluno de Camilo Pessanha e iniciou a sua ligação ao ideário republicano, resultado do movimento de contestação ao ultimato britânico de 1890 e dos acontecimentos que rodearam a tentativa revolucionária de 31 de janeiro de 1891, a que se terá juntado a influência de António Joaquim da Silva Ramos, o Vacas, um dos professores do Colégio de Lamego.
Terminado o ensino secundário, terá demonstrado interesse na carreira de médico naval, mas optou por se matricular no curso de Direito da Universidade de Coimbra, no qual ingressou em outubro de 1893. Terminou o curso em junho de 1900, após ter reprovado dois anos, em parte devido ao seu envolvimento no movimento republicano, e já após o falecimento prematuro de seu pai, evento de que resultaram dificuldades financeiras para a família.
A passagem de Daniel Rodrigues pela Universidade de Coimbra correspondeu a um período de intensa propaganda republicana no meio estudantil, reforçando a sua adesão ao ideário do republicanismo. Foi também iniciado na Maçonaria, na Loja Preseverança de Coimbra, estrutura maçónica fundada por estudantes, ao tempo dirigida por Manuel António da Costa, mais tarde senador no Congresso da República. Em rotura com a loja onde fora iniciado, foi um dos fundadores da Loja Prometeu de que foi venerável até à sua formatura. Neste período terá sido filiado na Carbonária, afirmando-se como membro da esquerda republicana. Também iniciou a sua atividade literária com a publicação da obra Apostrophes.
Terminado o bacharelato em Direito, ingressou na magistratura, como subdelegado do Procurador Régio em Macedo de Cavaleiros, onde permaneceu de junho de 1900 a fevereiro de 1901. Depois de ter concorrido sem sucesso a um lugar de delegado do Procurador Régio no Porto, resolveu enveredar pela advocacia, instalando-se com banca de advogado em Vila Nova de Famalicão, terra natal de sua esposa, Maria de Faria Gonçalves, com quem casara em 14 de setembro de 1901, na igreja de São Silvestre de Requião, tendo como padrinho António Luís Machado Guimarães, o 2.º barão de Joane, irmão de Bernardino Machado e líder local do Partido Progressista.
Em Vila Nova de Famalicão a sua carreira desenvolveu-se sob a proteção do barão de Joanes, que o terá convidado a aderir ao Partido Progressista, com o fito de ser nomeado administrador do concelho. Não aceitou o convite, provavelmente devido às suas convicções republicanas, mas em agosto de 1903 foi nomeado ajudante do conservador do Registo Predial de Vila Nova de Famalicão, cargo que exerceria até julho de 1904, altura em que foi finalmente admitido como delegado do Procurador Régio, embora nomeado para a remota comarca de Santa Cruz das Flores, nos Açores. Esta nomeação, que terá sido conseguida graças à influência do barão de Joane e de Vicente Pinheiro Lobo Machado de Melo e Almada, o 2.º visconde de Pindela, foi apenas a oportunidade de entrada no sistema judiciário, já que apenas 4 meses depois foi transferido para Vila Real de Santo António, mais uma vez por interferência do barão de Joane junto de José Maria de Alpoim, então Ministro da Justiça, mas esta colocação seria também curta, pois foi pouco depois transferido para Cabeceiras de Basto.
Em Cabeceiras de Basto o seu envolvimento na propaganda republicana e nas lutas políticas locais resultaram em ser transferido para Avis, onde permaneceria 4 anos. Promovido a delegado de 2.ª classe, foi sucessivamente colocada nas comarcas de Alcobaça e de Cantanhede, que não chegou a ocupar, pois foi logo trnsferido para a comarca de Monção, onde tomou posse em 23 de fevereiro de 1910 e onde se encontrava aquando da proclamação da República.
Considerado um republicano de longa data, o advento do regime republicano, e em particular a ascensão ao poder do seu conterrâneo e amigo Bernardino Machado, marcam uma viragem radical na sua carreira. Logo em meados de outubro de 1910, foi chamado a Lisboa por Bernardino Machado, nomeado delegado do Procurador da República, na 3.ª vara cível e no 1.º juízo de investigação criminal de Lisboa. Magistrado de confiança dos republicanos, foi escolhido pelo Governo Provisório da República Portuguesa para promotor público, cabendo-lhe a investigação e acusação em alguns dos processos de maior relevância política do tempo, entre os quais o movido contra os ministros do governo de João Franco e o que resultou das irregularidades detectadas na administração da Companhia do Crédito Predial Português. Também integrou, como vogal, a Comissão de Inquérito aos Tribunais Civis de 1.ª Instância de Lisboa, criada pelo Governo Provisório da República em finais de 1910.
Ligada à ala mais radical do republicanismo, foi nomeado por Afonso Costa, então Ministro da Justiça, para vogal da comissão central de execução da controversa Lei da Separação do Estado das Igrejas de 20 de abril de 1911. Nesse mesmo ano, por decreto de 12 de agosto, foi promovido, por distinção, a delegado de 1.ª classe. Integrado no núcleo dos republicanos ditos avançados reunidos em torno de Afonso Costa, foi ganhando influência nas estruturas do Partido Republicano Português (PRP), sendo eleito, em março de 1912, para o cargo de presidente da Comissão Municipal de Lisboa do partido.
Com o surgimento do Partido Republicano Democrático (PRD), de Afonso Costa, integrou o seu corpo dirigente e foi nomeado governador civil do Distrito de Lisboa, cargo que exerceu durante a vigência do 5.º governo republicano, em funções de 9 de janeiro de 1913 a 9 de fevereiro de 1914, presidido por Afonso Costa e no qual o seu irmão Rodrigo José Rodrigues era Ministro do Interior. A sua ligação à Carbonária e à ala radical do PRD geraram acusações de pertença à Formiga Branca, labéu que o acompanharia durante toda a vigência da Primeira República Portuguesa.
Entretanto, nas eleições legislativas parciais de outubro de 1913 foi eleito deputado ao Congresso da República pelo círculo eleitoral de Penafiel, transitando logo de seguida para o Senado, onde se manteve até à dissolução daquele órgão durante o 9.º governo republicano, a experiência ditatorial presidida pelo general Joaquim Pimenta de Castro. Foi membro do Comité Revolucionário de Lisboa, ligado ao PRD, que dirigiu a Revolta de 14 de Maio de 1915, que levou à queda do governo de Pimenta de Castro e à demissão de Manuel de Arriaga do cargo de Presidente de República. Reposta a normalidade constitucional, nas eleições de junho de 1915 foi eleito senador pelo Distrito de Beja.
A sua presença no Senado foi curta, pois por decreto de 1 de abril de 1916 foi nomeado ouvidor da Junta do Crédito Público, o que o obrigou a renunciar ao cargo de senador. Foi escolhido representante da Junta do Crédito Público no conselho fiscal da Caixa Geral de Depósitos, iniciando uma ligação àquela instituição de crédito e à administração bancária que se prolongaria pelas décadas seguintes.
Entretanto, no prosseguimento da sua carreira na magistratura, em março de 1916 foi promovido a juiz de 3.ª classe e colocado na comarca de Nisa, mas nunca exerceu aquelas funções por ter permanecido na Junta do Crédito Público e na Caixa Geral de Depósitos. Com a entrada de Portugal na Primeira Guerra Mundial foi nomeado secretário da Intendência dos Bens dos Inimigos, organismo criado pelo Decreto n.º 2366, de 4 de maio de 1916, que determinava que, enquanto durasse o estado de guerra, funcionaria no Ministério das Finanças e diretamente dependente do Ministro, um corpo coletivo para superintender na administração, fiscalização, gestão e liquidação dos bens arrolados aos indivíduos naturais dos países das Potências Centrais (Áustria-Hungria, Bulgária e Império Otomano) ou deles descendentes, ou que com eles mantivessem relações comerciais ou empresariais. Apesar disso, mais tarde viria a manifestar algum desdém em relação à prticipação portuguesa na Grande Guerra ao escrever: Começa a cair no ridículo o ritual com que abundante e ruidosamente solenizamos a nossa gloriosa derrota de 9 de Abril de 1918, em Flandres.
A sua ligação à Caixa Geral de Depósitos por via da Junta do Crédito Público, para além da sua proximidade a Afonso Costa, que ao tempo presidia ao 14.º governo republicano acumulando a pasta das Finanças, levaram a que fosse escolhido para substituir José Estêvão de Vasconcelos, que falecera, no cargo de administrador-geral da Caixa Geral de Depósitos. Apesar da controvérsia gerada pela nomeação, Daniel Rodrigues tomou posse do lugar a 15 de outubro de 1917. Pouco depois, por portaria de 12 de novembro daquele ano, foi nomeado director-geral interino da Direcção-Geral da Estatística, então integrada no Ministério das Finanças. Estas nomeações seriam contudo efémeras, pois o golpe de 5 de dezembro de 1917, e a consequente subida ao poder de Sidónio Pais, determinaria a demissão do governo e a exclusão de Daniel Rodrigues do exercício de funções públicas.
Conotado com a ala mais à esquerda do Partido Democrático, para além de demitido, Daniel Rodrigues foi ativamente perseguido durante o sidonismo. Foi detido a 20 de dezembro de 1917 e encarcerado na Penitenciária de Lisboa, onde permaneceu até ser libertado a 9 de março de 1918. Foi obrigado a fixar-se em Vila Nova de Famalicão, onde ensaiou, sem sucesso, um negócio com lãs de Trás-os-Montes. Após o fracasso de uma tentativa de revolta republicana ocorrida em outubro de 1918 em Santarém, Daniel Rodrigues foi novamente detido, desta vez no Aljube do Porto, onde permaneceu até finais de dezembro desse ano de 1918, sendo libertado após o assassinato de Sidónio Pais. Foi obrigado a permanecer na clandestinidade durante o período conturbado da Monarquia do Norte, mas, após a derrota dos monárquicos ocorrida em fevereiro de 1919, foi reintegrado no exercício das suas funções públicas por acórdão do Supremo Tribunal Administrativo de março de 1919.
Entretanto, durante o período de ausência forçada de Daniel Rodrigues, com a Caixa Geral de Depósitos a ser presidida interinamente por Eurico Cameira, fora iniciada uma grande reforma daquele organismo, consequência do Decreto n.º 4.670, de 17 de julho de 1918, que reorganiza os serviços da Caixa Geral de Depósitos, definindo as suas atribuições, forma de processamento e quadro de pessoal. Aquele diploma teria grandes repercussões na vida da Caixa, particularmente nas áreas administrativa e das operações bancárias, cabendo a Daniel Rodrigues, após a sua reintegração na presidência, a implementação das reformas. Apesar das sérias vicissitudes políticas que marcaram a sua presidência, o período durante o qual dirigiu a instituição ficou assinalada pelo grande crescimento da Caixa Geral de Depósitos, o que a tornaria na grande instituição de crédito do Estado.
Nas eleições autárquicas de 1920 foi eleito para o senado da Câmara Municipal de Lisboa, tendo exercido durante algum tempo as funções de seu presidente. Foi reeleito nas eleições de 1922, mantendo sempre posição de grande destaque naquele órgão. Também em 1922 ingressou no directório do Partido Republicano, eleito no congresso realizado em Coimbra, cargo que manteria, reeleito em sucessivos congressos, até à extinção do partido.
Foi convidado a ocupar o cargo de Ministro das Finanças do 40.º governo republicano, presidido por Rodrigues Gaspar, cargo que exerceu de 6 de julho a 22 de novembro de 1924. Nestas funçõe, e apesar da grande instabilidade política que marcou a fase final da Primeira República Portuguesa, exerceria uma ação notável, dando continuação às políticas económico-financeiras que tinha sido lanças pelo governo presidido por Álvaro de Castro. A sua ação foi aplaudida pelos comentadores económicos da época, entre os quais o jovem Artur Cupertino de Miranda, muito embora uma das suas últimas e mais importantes medidas, a valorização do escudo, desse origem a grande polémica quanto à sua oportunidade.
Foi eleito deputado ao Congresso da República  nas eleições gerais de 1925, sendo depois eleito para o cargo de vice-presidente da Câmara dos Deputados. Nestas funções presidiu nos últimos meses da I República, às sessões parlamentares em que se discutiu a Questão dos Tabacos, sob imensa pressão das oposições, o que levaria o grupo parlamentar do PRP a pretender homenageá-lo, o que o golpe de 28 de maio de 1926 não deixou acontecer.
Em março de 1925, e após intensas diligências, realizou uma visita de trabalho ao Brasil, levando a que a gestão da Agência Financial de Portugal na cidade do Rio de Janeiro transitasse para a administração da Caixa Geral de Depósitos. Um profundo relatório sobre a situação da Agência e as necessidades logísticas e instalações testemunha o conhecimento e o envolvimento de Daniel Rodrigues neste processo.
Apesar do golpe de 28 de maio de 1926, permaneceu nas funções de administrador-geral da Caixa Geral de Depósitos, embora num percurso de crescente desentendimento com o António de Oliveira Salazar, então no cargo de Ministro das Finanças. A diferença de pontos de vista entre Daniel Rodrigues e o Ministro das Finanças, Oliveira Salazar, acerca da preparação da legislação que iria regulamentar a reforma da instituição em 1929 levou a um crescente clima de tensão, sendo Daniel Rodrigues, mais uma vez, detido sem culpa formada entre 20 de abril e 16 de maio de 1929. Aquando do seu regresso à administração da Caixa constatou que para três dos lugares de vogais previstos na nova lei orgânica já haviam sido empossadas personalidades da confiança de Salazar. O antagonismo de posições foi-se extremando e as propostas de Daniel Rodrigues ao conselho de administração eram frequentemente reprovadas pela maioria dos seus pares. Depois de um percurso conturbado, com o seu trabalho na Caixa interrompido por prisões e momentos de clandestinidade, foi dada por terminada a sua comissão de serviço a 6 de outubro de 1931. Terminava, assim, o mandato de um dos mais controversos administradores da Caixa Geral de Depósitos, que ousara afrontar o poder político tanto no sidonismo como no salazarismo.
Fixou-se então em Vila Nova de Famalicão, onde manteve uma corajosa oposição ao regime do Estado Novo, empenando-se em todos os movimentos contra a ditadura, com destaque para o seu trabalho na campanha do general Norton de Matos. Foi preso, uma última vez, pela PIDE, em abril de 1947. O seu livro Velha lucerna : últimos lampejos : versos foi objecto de apreensão pela Polícia Internacional e de Defesa do Estado, por ordem da censura.
Foi irmão do médico e político republicano Rodrigo José Rodrigues e do escritor Urbano Rodrigues.

## Obras publicadas
Entre outras, Daniel Rodrigues é autor das seguintes obras (em parte publicadas sob o nome Daniel Salgado, pois por portaria de 18 de março de 1926 foi autorizado a mudar o nome para Daniel Rodrigues Salgado, que utilizou em boa parte da sua produção escrita):
- Confraternidade (Salus populi suprema lex). Famalicão: Tipografia Minerva, 1910.
- Passatempo de prisioneiro: Miscelânea. Famalicão: Tipografia Minerva, 1929.
- Do meu baú. Famalicão: Tipografia Minerva, 1932.
- Romanzas, pastorelas e cantigas de amor. Aveiro: Gráfica Aveirense (sep. da Labor), 1933.
- Terra de Bastos : todos comem palha.... Famalicão: Tipografia Minerva, 1933.
- Velha lucerna : últimos lampejos : versos. Vila Nova de Famalicão, D. Salgado, 1950.
- O Queijo
- Poesia Completa
- Textos Literários : Textos Políticos : Discursos Parlamentares
- Correspondência para Sousa Fernandes (leitura, introdução e notas de António Joaquim Pinto da Silva). Famalicão: Câmara Municipal de Vila Nova de Famalicão, 1990.

A obra O Riodonorense. Lendas e Folcore e as traduções de Oliver Goldsmith (O vigário da Wakefield, Lisboa: Guimarães, 1911) e de Lawrence Durrell (Clea, Lisboa : Ulisseia, 1964) são-lhe frequentemente atribuídas, mas são da autoria de um homónimo Daniel José Rodrigues (1877-1952), professor liceal e foclorista, natural de Varge, Aveleda, concelho de Bragança, onde nasceu em 1 de maio de 1877, falecido no Porto em 26 de abril de 1952.